# Bataille de Goma (2008)
Pour l’article homonyme, voir Bataille de Goma.
Guerre du Kivu
La bataille de Goma est un épisode de la guerre du Kivu qui se deroule en 2008 aux environs de la ville de Goma en république démocratique du Congo, opposant les Forces armées de la république démocratique du Congo, soutenues par les forces de la Mission de l'Organisation des Nations unies en république démocratique du Congo (MONUC), et le congrès national pour la défense du peuple (CNDP), une rebellion créé et commandé par le général renégat Laurent Nkunda.
Les combats débutent le 27 octobre, provoquant la fuite de 200 000 civils, amenant le nombre total de personnes déplacées par la guerre du Kivu à 2 millions de personnes entrainant de nombreux troubles sociaux et d'importantes pénuries alimentaires.

## Les prémices
Les troupes rebelles de Nkunda sont actives depuis 2004, époque à laquelle elles occupèrent Bukavu où elles commirent divers crimes de guerre. Les combats se poursuivirent jusqu'à la conclusion de la conférence de Goma en janvier 2008. Les incidents continuèrent cependant.

## Les affrontements

### Les rebelles avancent vers Goma
Le 26 octobre, les rebelles de Nkunda s'emparent d'un important camp militaire, ainsi que du parc national des Virunga qui constituent autant de bases pour de futures attaques. Ceci se déroule après que la conclusion d'un traité de paix a échoué, entrainant la fuite de milliers de civils. Le parc fut choisi comme cible en raison de son emplacement stratégique à proximité de la route principale menant à Goma.
Le 27 octobre, des confrontations intervinrent aux environs du camp de la MONUC à Goma, avec des civils attaquant les bâtiments avec des pierres et des cocktails Molotov, se plaignant d'une inaction des forces des Nations unies face à l'avance des rebelles. L'armée national congolaise opéra par ailleurs un « retrait important » sur pression de l'armée rebelle. Pendant ce temps, des hélicoptères et des véhicules blindés des Nations unies furent utilisés afin d'arrêter la progression des rebelles, désormais situés à 11 kilomètres de Goma. Le responsable de la MONUC Alan Goss expliqua la nécessité d’affronter les rebelles, déclarant que « ...[les Nations unies] ne peuvent permettre que les zones peuplées puissent être attaquées... [les Nations unies] devaient intervenir. »
Le 28 octobre, cinq roquettes furent tirées sur un convoi de véhicules des Nations unies sécurisant la route de Goma vers la localité de Rutshuru, touchant 2 transports de troupes. Les forces rebelles prirent ensuite la localité. Pendant ce temps, des civils restèrent engagés dans des émeutes, attaquant par endroits les troupes gouvernementales en déroute avec des pierres, alors que la porte-parole de Nations unies Sylvie van den Wildenberg déclara que les Nations unies « avaient renforcé leur présence » sur le terrain.

### Cessez-le-feu
Le 29 octobre, les rebelles décrétèrent un cessez-le-feu unilatéral alors qu'ils approchaient de Goma, alors qu'ils ambitionnaient toujours de prendre la ville. Le même jour, la France plaida pour un renforcement par l'Union européenne d'un contingent de 1 500 personnes. Ceci fut refusé par plusieurs États et n'apparaît dès lors pas être envisageable. Les forces de la MONUC annoncèrent par ailleurs leur intention de protéger les agglomérations,. Tout au long de la journée, les rues furent arpentées par des réfugiés et des troupes en dérive, avec leurs camions et tanks. Il y eut également de nombreux vols et des réquisitions de véhicules par les troupes congolaises. Le Conseil de sécurité des Nations unies adopta dans la nuit une résolution non contraignante qui condamnait l'avance des rebelles et demandait son arrêt. Selon les analystes, le cessez-le-feu fut décrété pour préserver la crédibilité de Nkunda, comme il en fut de même pour la création d'un corridor humanitaire.
Malgré le cessez-le-feu, la situation restait instable; selon le porte-parole de World Vision Michael Arunga, les hommes de World Vision durent se rendre vers la frontière rwandaise pour opérer, et des tirs intervenaient toujours. Le département d'État des États-Unis annonça l'envoi de la Secrétaire d'État adjoint aux affaires africaines Jendayi Frazer dans la région.
Le 30 octobre, les vols et violences de la part de soldats de l'armée régulière, dont certains saouls, se poursuivirent, alors que d'autres troupes et polices paramilitaires tentaient de contenir les vols en patrouillant dans les rues en pick-ups. Nkunda appela à des discussions directes avec le Gouvernement congolais, affirmant par ailleurs vouloir prendre Goma « s'il n'y avait pas de cessez-le-feu, de sécurité et d'avancée dans le processus de paix. »

## Pertes
Après le cessez-le-feu du 29 octobre, les combats à Goma auraient fait au moins 20 morts, ainsi que de nombreux blessés et personnes déplacées.